# Мбангомбе
Мбанго́мбе (англ. Mbang'ombe) — вища традиційна громада у складі дистрикту Лілонгве Центрального регіону Малаві.
Населення — 12071 особа (2018).